# Kenda-5-Hour Energy Cycling Team/Saison 2011
Dieser Artikel listet Erfolge und Mannschaft des Radsportteams Kenda-5-Hour Energy Cycling Team in der Saison 2011 auf.

## Erfolge in der America Tour
| Datum     | Rennen                      | Kat. | Fahrer          |
| --------- | --------------------------- | ---- | --------------- |
| 6. August | 2. Etappe Tour of Elk Grove | 2.2  | Robert Sweeting |

## Abgänge – Zugänge
| Zugänge         | Team 2010                     | Abgänge                       | Team 2011                 |
| --------------- | ----------------------------- | ----------------------------- | ------------------------- |
| Roman Kilun     | UnitedHealthcare-Maxxis       | Robert Bush                   | Chipotle Development Team |
| Ben Day         | Fly V Australia               | Marco Aledia                  | Unbekannt                 |
| Isaac Howe      | Mountain Khakis-Jittery Joe’s | Stefano Barberi               | Unbekannt                 |
| Shawn Milne     | Team Type 1                   | Chad Burdzilauskas            | Unbekannt                 |
| Robert Sweeting | Land Rover-Orbea (2009)       | Nicholas Keough               | Unbekannt                 |
| Greggory Brandt | Neoprofi                      | Jonathan Parrish              | Unbekannt                 |
| Spencer Gaddy   | Neoprofi                      | Nick Waite                    | Unbekannt                 |
| Geoff Godsey    | Neoprofi                      | Geoff Godsey (bis 31. Juli)   | Unbekannt                 |
| Patrick Lemieux | Neoprofi                      | Jonathan Sundt (bis 31. Juli) | Unbekannt                 |

## Mannschaft
| Name             | Geburtstag        | Nationalität       |
| ---------------- | ----------------- | ------------------ |
| Greggory Brandt  | 8. November 1984  | Vereinigte Staaten |
| Luca Damiani     | 8. November 1984  | Italien            |
| Ben Day          | 11. Dezember 1978 | Australien         |
| Spencer Gaddy    | 7. März 1987      | Vereinigte Staaten |
| Phillip Gaimon   | 28. Januar 1986   | Vereinigte Staaten |
| Chad Hartley     | 20. Juni 1981     | Vereinigte Staaten |
| Isaac Howe       | 4. März 1986      | Vereinigte Staaten |
| Roman Kilun      | 27. November 1981 | Vereinigte Staaten |
| Patrick Lemieux  | 24. Oktober 1987  | Vereinigte Staaten |
| Shawn Milne      | 9. November 1981  | Vereinigte Staaten |
| Chris Monteleone | 5. März 1988      | Vereinigte Staaten |
| Jake Rytlewski   | 7. Dezember 1982  | Vereinigte Staaten |
| James Stemper    | 21. August 1985   | Vereinigte Staaten |
| Robert Sweeting  | 5. Juni 1987      | Vereinigte Staaten |
| Scottie Weiss    | 8. September 1971 | Vereinigte Staaten |
| Robert White     | 10. März 1977     | Vereinigte Staaten |

## Platzierungen in UCI-Ranglisten
UCI America Tour 2011
|      | Fahrer          | Punkte |
| ---- | --------------- | ------ |
| 68.  | Robert Sweeting | 38     |
| 205. | Shawn Milne     | 12     |
| 258. | Phillip Gaimon  | 8      |

UCI Oceania Tour 2011
|     | Fahrer  | Punkte |
| --- | ------- | ------ |
| 33. | Ben Day | 5      |